# Slum Village (album)
Slum Village – piąty album studyjny amerykańskiej grupy hip-hopowej Slum Village

## Lista utworów
1. "Giant" (3:17)
2. "Set It" (2:49)
3. "Can I Be Me" (3:34)
4. "Call Me" (feat. Dwele) (3:51)
5. "05" (6:22)
6. "1,2" (3:57)
7. "Multiply" (3:29)
8. "1-800-S-L-U-M" (1:55)
9. "Hear This" (feat. Phat Kat & Black Milk) (3:29)
10. "Def Do Us" (3:46)
11. "Hell Naw!" (feat. Black Milk & Que D) (3:14)
12. "EZ Up" (feat. J Isaac) (3:32)
13. "Fantastic" (4:31)